# 해사법
해사법(海事法)은 해양 문제와 위반 행위를 규정하는 별도의 법체계이다. 항해 활동을 규율하는 국내법과 해양에서 선박을 운항하는 사기업 간의 관계를 규정하는 국제 사법에 걸친다. 항행권, 채광권, 해안 수역 관할 및 국가 간의 관계를 규정하는 국제법인 해양법으로 구분되어있다.
현재는 국제 연합 전문 기관인 국제 해사 기구가 국제 협정 · 협약의 정리를 하고 있다. 국제 해사기구는 세계 166개국이 가맹하고 있다.

## 같이 보기
- 노획물
- 해양법에 관한 유엔 협약